# 斉藤壮馬・石川界人のダメじゃないラジオ
『斉藤壮馬・石川界人のダメじゃないラジオ』（さいとうそうま いしかわかいとのダメじゃないラジオ）は、2018年4月4日から文化放送により配信されているインターネットラジオ番組。公式略称は『ダメラジ』。
番組開始から2025年3月26日までは超!A&G+にて配信されていたが、超!A&G+がサービス終了に伴い、2025年4月2日より配信媒体をQloveR「超！A&G+チャンネル」に移行した。

## 番組概要
斉藤壮馬・石川界人がパーソナリティーを務める、聞いているあなたを"ダメにしちゃう..."かもしれないラジオ。ムービック作品やグッズなどの最新情報や二人の普段のトークを放送している。"体感5分(!?)"とも言われる息の合ったトークが繰り広げられる。リスナー名は『ダメラジネーム』。
本番組の前番組として『斉藤壮馬・石川界人のダメプリ RADIO』が2018年1月3日から3月28日まで超!A&G+の同時間枠で配信されていたが、番組名を変更して引き続き二人がパーソナリティーを務めている。

## 配信時間
番組開始から2025年3月26日まで文化放送インターネットラジオ「超!A&G+」にて毎週水曜23時30分 - 24時00分に配信。
2025年4月2日から文化放送配信プラットフォーム「QloveR・超！A&G+チャンネル」にて毎週木曜21時00分 - 21時30分に配信予定。
当初はdアニメストアでは毎週木曜正午にアーカイブが2週間限定で公開されていたが、2024年4月からはQloveRにてアーカイブが公開されている。

## コーナー
ダメ安箱
リスナー自身や、リスナーの周りのダメな人の行動などを報告してもらい、二人でトークを広げていくコーナー。
壮馬君・界人君聞いてください。
リスナーから自分が最近はまっていることなどを送り、二人にお勧めしてもらうコーナー。
ダメラジ写真館
公式サイトを盛り上げるために写真のアイデアを募集するコーナー。見てみたいポーズや、○○をしているときの写真というテーマを募集し、放送後公式サイト及び公式Twitterで公開される。
今週のダ名言
リスナーの身の回りの人や、偉人が言っていた、一見ちょっとダメそうな言葉なんだけど、実は奥が深い・・ような気がする感じのいろいろな名言を紹介していくコーナー。
ダメクエスチョン
1. 37（2018年12月12日）からの新コーナー。リスナーからのメールをヒントにコーナー化された。リスナーからの二択の質問に『どちらの方が嫌か・自分的にはダメか』を二人それぞれの意見を出していく究極のクエスチョンコーナー。

上記の他にフリートーク、メールコーナー、楽曲紹介、ムービック作品を紹介する『ムービックインフォメーション』がある。

## エピソード
- 新番組となった初回は生配信で行われた[4]。
- 財布の中の小銭問題 前番組ダメプリRADIOでの石川は財布の中の小銭が多いと気持ち悪いというトークが元。その後もゲストを含め定期的にチェックされる。
- マリモ イベント『本と筋肉と私』2部の指定の単語とエチュードのみで相手にシチュエーションを当ててもらうコーナーで、斉藤が「マリモ」という単語で行ったことにより誕生し番組内の伝説となった。鳴き声が特徴だが元は猫がモデルである[5]。
- 『歌劇派ステージ ダメプリ ダメ王子VS完璧王子』の告知のために滝澤・大見がゲストに来た回では、OPとEDにダメプリRADIO時代のようにキャラでの掛け合いが入れられた（#32 2018年11月8日）。
- アーカイブ問題 アーカイブのイントネーションに関してアー↑カイブなのかアー→カイブなのか石川が疑問を持つ。一度はアー↑カイブで決着するが以後は毎週様々なバリエーションが展開される（#43 2019年1月23日〜）。
- 2019年エイプリルフール企画 2019年4月1日0時より公式Twitterにて斉藤がムービック通販店長に、石川がアニメイトオンライン店長に就任することが動画で発表され、午前10時より両サイトが特別仕様に変更された[6][7]。また、"例のマリモ"こと新商品「ダメじゃないマリモ」が発表される。翌日に店長の件はエイプリルフール企画の嘘だと動画が投稿されたが、「ダメじゃないマリモ」はCV斉藤壮馬・石川界人で本当に2019年8月頃発売予定[8]。
- 2021年エイプリルフール企画 2021年4月1日公式Twitterにて「毎週更新！『ダメちゅーぶ』スタート」としてYouTube進出が告知され、movinonweb（Youtubeチャンネル）にて『【4月1日ですOSU!】斉藤壮馬・石川界人「毎週更新！ダメちゅーぶ」初回&最終回[9]』と題した動画が公開。その後、Twitterにて一回限りのエイプリルフール企画であることが発表された[10]。

## ゲスト
- #9（2018年5月30日） 内田雄馬
- #25（2018年9月19日） 八代拓
- #26（2018年9月26日） 八代拓
- #32（2018年11月7日）  滝澤諒
- #32（2018年11月7日） 大見拓土
- #53（2019年4月3日）中島ヨシキ
- #57（2019年5月1日）松本祐一
- #57（2019年5月1日）大見拓土
- #62（2019年6月5日）村瀬歩
- #88（2019年12月4日）河西健吾
- #93（2020年1月8日）小松昌平
- #98（2020年2月12日）鈴木崚汰
- #103（2020年3月18日）柳田淳一
- #106（2020年4月8日）鳥海浩輔

## イベント
- 『斉藤壮馬、石川界人のダメじゃないラジオ　〜本と筋肉と私〜　』[11]
2018年10月21日1部/2部　よみうりランド内日テレらんらんホール
- ミニ公開録音
2019年3月23日（配信日#53 2019年4月3日）　文化放送メディアプラスホール 
ゲスト：中島ヨシキ
- 『斉藤壮馬・石川界人のダメじゃないラジオ “とりあえずハイボール”』[12]
2019年9月14日1部/2部　グランドプリンスホテル新高輪・飛天　
ゲスト：八代拓
- 『斉藤壮馬・石川界人のダメじゃないラジオ “ゆったりしてく？”』[13]
2022年10月23日1部/2部　ベルサール高田馬場イベントホール
ゲスト：内田雄馬
- 『斉藤壮馬・石川界人のダメじゃないラジオ“ダメラジ健康センター”』

　2023年10月15日1部/2部　川口総合文化センターメインホール
　ゲスト：武内駿輔、鈴木崚汰

## 関連商品

### CD
- DJCD「斉藤壮馬・石川界人のダメじゃないラジオ」
2018年12月21日発売。配信済みのアーカイブmp3データCD、イベントで行われた朗読が収録されたCDの２枚組。[14]
- DJCD「斉藤壮馬・石川界人のダメじゃないラジオ」第２期
2019年4月26日発売。撮り下ろしオーディオCD＋配信済みのアーカイブmp3データCDの2枚組。録り下ろしには小野賢章が出演の音源も収録。[15]
- DJCD「斉藤壮馬・石川界人のダメじゃないラジオ」第３期だけどDVD
2019年7月26日発売。配信済みのアーカイブ音源mp3データCDと清水公園ロケ映像DVDの2枚組予定。
- DJCD「斉藤壮馬・石川界人のダメじゃないラジオ」第４期
2020年1月31日発売。撮り下ろしオーディオCD＋配信済みのアーカイブmp3データCDの2枚組。録り下ろしには西山宏太朗が出演の音源も収録。
- DJCD「斉藤壮馬・石川界人のダメじゃないラジオ」第５期
2020年11月27日発売。新規収録音源と配信済みのアーカイブ音源を収録。新規収録音源のゲストは江口拓也。アーカイブ音源は第53回から第65回まで。
- DJCD「斉藤壮馬・石川界人のダメじゃないラジオ」第６期
2021年8月23日発売。新規収録音源と配信済みのアーカイブ音源を収録。新規収録音源のゲストは千葉翔也。アーカイブ音源は第66回から第78回まで。
- DJCD「斉藤壮馬・石川界人のダメじゃないラジオ」第７期
2022年1月28日発売。新規収録音源と配信済みのアーカイブ音源を収録。小野大輔出演の特別回を収録したオーディオＣＤが付属。アーカイブ音源は第79回から第104回まで。
- DJCD「斉藤壮馬・石川界人のダメじゃないラジオ」第８期
2022年8月26日発売。新規収録音源と配信済みのアーカイブ音源を収録。ニュースアプリ『SmartNews』との連動コーナーとして2022年1月まで配信された「斉藤壮馬・石川界人のダメじゃないニュース」選抜アーカイブ音源＆新規収録音源「録り下ろしスマートじゃないニュース（ＣＤ）」が付属。ラジオのアーカイブ音源は第105回から第131回まで。
- DJCD「斉藤壮馬・石川界人のダメじゃないラジオ」第９期[16]
2023年2月24日発売。新規収録音源と配信済みのアーカイブ音源を収録。2023年2月18日開催予定オンライン公開録音（ゲスト松岡禎丞）を収録したCDが付属。ラジオのアーカイブ音源は第132回から第157回まで。

### ドラマCD
- ドラマCD「魔王軍の参謀さんと勇者パーティーの賢者さんが幼馴染みだったりする世界　～ルームシェア1周年記念～」

2022年6月24日発売。同年4月1日に情報が公開、同番組スタッフが企画・制作する初のドラマCD。斉藤壮馬と石川界人がストーリー原案、脚本を天津向、番組の前身である『斉藤壮馬・石川界人のダメプリ RADIO』発足のきっかけとなったソーシャルゲーム『DAME×PRINCE』のキャラクターデザインを務めたアリクイ堂がキャラクターデザイン・イラストを担当。

### グッズ
- ダメラジ　ラバーストラップ２個セット[18]
- ダメラジ　缶バッジ３個セット

2018年7月22日に舞浜アンフィシアターにて行われた『ダメプリ ANIME CARAVAN大収穫祭』
にて先行販売された。
- ダメじゃない斉藤壮馬ロングTシャツ
- ダメじゃない石川界人ロングTシャツ
- ダメじゃない湯のみ
- ダメじゃないプロテインシェイカー
- ダメじゃないトートバッグ

『斉藤壮馬、石川界人のダメじゃないラジオ　〜本と筋肉と私〜　』にて先行販売。後に受注通販される。会場では一定金額ごとにオリジナルポストカード（全４種）の配布があった。
- ダメじゃないマリモ（2019年8月頃発売予定）

## コラボ企画
2019年2月18日月曜日に新発売した日清食品の新商品、『麻婆豆腐シビ辛スープ』とコラボが決定。商品名にちなんで『シビ辛』なコーナー『シビ辛ダ目安箱』『ダメラジ"シビ辛"写真館』が期間限定で放送された（#47～#50 2019年2月20日〜3月13日）また、公式Twitterにてハッシュタグで参加するプレゼント企画も実地された。